# Thünensche Ringe
Die Thünenschen Ringe (oder Thünenschen Kreise) sind in der Volkswirtschaftslehre eine von Johann Heinrich von Thünen im Jahre 1842 aufgestellte wirtschaftsgeographische Standorttheorie, wonach die Intensität der Agrarproduktion mit zunehmender Entfernung vom Agrarmarkt abnimmt.

## Allgemeines
Der Volkswirt Johann Heinrich von Thünen war auch Gutsbesitzer in Mecklenburg. In seinem Büchern ab 1842 analysierte er den vom Agrarmarkt entfernten Standort des Ackerbaus, den die Fachwelt später mit „Thünenschen Ringen“ umschrieb. Seine Theorie des verkehrswirtschaftlichen Standorts landwirtschaftlicher Betriebe und deren Abhängigkeit in Anbauweise oder Viehhaltung von der räumlichen Entfernung der Betriebsstätte vom Agrarmarkt schuf die Grundlage für die Raumwirtschaftstheorie. Thünen zufolge handelte es sich um eine um den Agrarmarkt geometrisch gleichmäßig sich ausbreitende ebene und kreisförmige Fläche „auf einem durchaus gleichen Boden, der überall kulturfähig ist. … In großer Entfernung von der Stadt endige sich die Ebene in einer unkultivierten Wildnis, wodurch dieser Staat von der übrigen Welt gänzlich getrennt wird“. Die „gänzliche Trennung von der Welt“ führte zum Buchtitel „Der isolierte Staat“.

## Inhalt

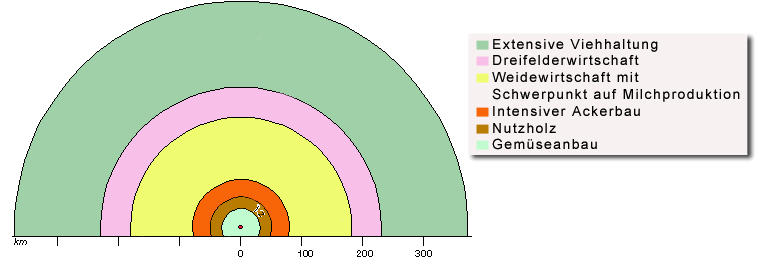
Thünensche Ringe

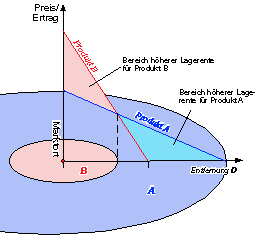
Die Thünenschen Kreise mit zwei Agrarprodukten

Thünen ging davon aus, dass die Agrarprodukte nicht am Ort ihrer Agrarproduktion konsumiert oder verarbeitet werden, sondern dass ein Transport zum Nachfrager in der nahegelegenen Stadt erfolgt. Diese Stadt ist der einzige Nachfrager nach Agrarprodukten. Dadurch fallen Transportkosten an, die mit zunehmender Entfernung proportional wachsen und außerdem von Volumen und Gewicht der Agrarprodukte abhängig sind. Im frühen 19. Jahrhundert wurden (abgesehen vom Schiffstransport) ausschließlich Fuhrwerke mit Zugtieren wie Ochsen, Pferden, Eseln oder Hunden zum Gütertransport verwendet. Thünen unterstellte in seinem Modell, dass ein Fuhrwerk nicht nur das Transportgut, sondern auch Tierfutter für die Zugtiere mitnehmen muss.
Im Modell der Thünenschen Ringe maximieren die Landwirte ihren Gewinn, indem sie diejenigen Güter produzieren, bei denen sie einen möglichst hohen Bodenertrag erzielen. Dieser Ertrag ergibt sich aus dem Marktpreis abzüglich der Arbeits- und Transportkosten, die zur Erzeugung und Bereitstellung dieser Güter erforderlich sind. Beispielsweise kann ein Obstbauer in der Nähe einer Großstadt frische Äpfel auf dem Markt verkaufen, ein Obstbauer aus einer fernen Region müsste seine Äpfel als Trockenobst verkaufen, um Transportkosten zu sparen.
Gegenstand der Analyse ist die Wahl der Anbauorte für verschiedene Agrarprodukte. Im einfachen Modell wird angenommen, dass bei einer kontinuierlichen, homogenen Agrarfläche mit gleichen Witterungsverhältnissen ein Punktmarkt mit gegebenen Marktpreisen besteht. Die „Ringe“ oder „Kreise“ liegen konzentrisch um den Agrarmarkt, in dessen unmittelbarer Umgebung nach Ansicht Thünens Gemüsebau stattfinden soll, ein nächster Kreis beinhaltet Forstwirtschaft, darüber hinaus intensiver Ackerbau, dann Dreifelderwirtschaft und im äußeren Kreis extensive Viehhaltung.
Zentraler Begriff in Thünens Modell ist die Lagerente, einer Form der Differentialrente, die auf einen Ertragsvorteil von marktnäheren Böden oder Standorten im Verhältnis zu marktferneren beruht. Bei räumlich als homogen angenommenen Herstellungskosten resultiert die Lagerente aus den entfernungsbedingten Transportkosten der Agrarprodukte zum Markt. Die Transportkosten verändern sich nach dem Gewicht der Agrarprodukte und der Entfernung des Anbauortes vom Markt. Die Landwirte verfolgen das Ziel, die Bodennutzung derart zu gestalten, dass die Lagerente maximiert wird. Thünen schreibt: „Der Agrarpreis des Agrarprodukts muss so hoch sein, dass die Landrente desjenigen Guts, welchem die Produktion und Lieferung … nach dem Markt am kostspieligsten wird, dessen Anbau aber zur Befriedigung des Bedarfs noch notwendig ist, nicht unter null herabsinkt“.
Sämtliche Agrarprodukte weisen unterschiedliche Lagerenten je Flächeneinheit {\displaystyle R} auf, die vom Bodenertrag {\displaystyle E}, dem Marktpreis für das Agrarprodukt {\displaystyle p}, den Herstellungskosten {\displaystyle C} und von den entfernungsabhängigen Transportkosten {\displaystyle T} zum Markt abhängig sind:
{\displaystyle R=E(p-C)\cdot T}.
Die Lagerente eines Agrarproduktes auf dem Markt ist umso höher, je höher sein Marktpreis und der Bodenertrag sind. Sie sinkt mit zunehmender Entfernung vom Markt umso schneller, je schneller seine Transport- und Herstellungskosten steigen. Dadurch ergibt sich für jedes Produkt eine spezifische Kostenstruktur, so dass in unterschiedlicher Entfernung zum Markt jeweils ein anderes Produkt die maximale Lagerente aufweist. In jedem Kreis wird dasjenige Agrarprodukt angebaut, dessen Lagerente dort am höchsten ist.

## Weitere Entwicklung

August Löschs Hierarchie der Ortschaften

Die nachfolgende raumwirtschaftliche Forschung hat das Thünensche Modell weiterentwickelt. Erweiterungen erfolgten unter anderem durch die Hierarchie der Ortschaften von Walter Christaller und der Theorie der Markt- und Verkehrsnetze durch August Lösch.
Christaller entwickelte 1933 im Rahmen der Agrargeographie eine Theorie der zentralen Orte, wonach ein verkaufsorientiertes Unternehmen einen zentralen Standort wählt, an dem das Marktpotenzial voll ausgeschöpft werden kann und die vom Verbraucher zu zahlenden Transportkosten minimiert werden können. Wenn ein Ort mehr Güter und Dienstleistungen anbietet als seine Bewohner benötigen, ist dieser Ort von höherer Zentralität als die ihn umgebenden Orte. Lösch entwickelte 1940 Christallers Theorie der zentralen Orte weiter zur Theorie der Marktnetze. Er nahm an, dass bei kontinuierlicher Bevölkerungsverteilung die Lage und Größe von Siedlungen die Lage und Größe von Marktnetzen nicht beeinflussen wird. Denn von „allen Möglichkeiten zur Erzielung derselben Gesamtnachfrage … wird beim Dreieck am meisten und beim regelmäßigen Sechseck am wenigsten Land [benötigt; d. Verf.]“.
Die heutigen Bodenpreise und Wohnungsmieten bestätigen Thünens Modell. Je weiter eine Immobilienlage von der Stadt entfernt ist, umso mehr sinken dort die Bodenpreise und Mieten. Heute gilt als nachgewiesen, dass eine Verringerung der Nutzungsintensität mit steigender Entfernung von leistungsfähigen städtischen Zentren nicht nur im Falle des Bodens festzustellen ist, sondern dass dies für sämtliche Ressourcen (Bodenschätze, Arbeit und Kapital) gilt. Unter diesen Voraussetzungen gilt Thünens Modell als bestätigt.
Dagegen haben eine verbesserte Verkehrsinfrastruktur (dichte Verkehrsnetze) und Transportwesen (Lieferketten) vor allem in Industriestaaten zu einer erheblichen Verringerung der Transportkosten geführt. Dadurch ist Thünens Modell in Industriestaaten falsifiziert, hat aber noch Geltung in Entwicklungs- und Schwellenländern mit geringer Verkehrsleistung.

## Wirtschaftliche Aspekte
Aus den unterschiedlichen Lagerenten folgerte Thünen, dass in der unmittelbaren Nähe des Marktes verderbliche Produkte (Früchte, Gemüse und Obst), weiter entfernt Nutzwald (Holz), noch weiter entfernt intensive Landwirtschaft und Weidewirtschaft, danach extensive Landwirtschaft und Jagd anzusiedeln seien. Die Thünenschen Ringe machten Thünen zum Begründer der Raumwirtschaftstheorie, die außerhalb der Landwirtschaft auch in der modernen Stadtökonomik angewandt wird.